# Eremurus cristatus
Eremurus cristatus är en grästrädsväxtart som beskrevs av Aleksei Ivanovich Vvedensky. Eremurus cristatus ingår i släktet Eremurus och familjen grästrädsväxter. Inga underarter finns listade i Catalogue of Life.